# Saint-Tropez, devoir de vacances
Pour plus de détails, voir Fiche technique et Distribution.
Saint-Tropez, devoir de vacances est un court métrage documentaire français réalisé par Paul Paviot, sorti en 1952.

## Fiche technique
- Titre : Saint-Tropez, devoir de vacances
- Réalisation : Paul Paviot
- Scénario : Paul Paviot et Boris Vian
- Musique : André Hodeir
- Photographie : Ghislain Cloquet
- Montage : Alain Resnais et Andrée Sélignac
- Société de production : Pavox Films
- Format : 1,37:1, 35 mm, son mono, noir et blanc
- Pays de production :  France
- Langue : français
- Genre : Documentaire
- Durée : 23 minutes
- Année de sortie : 1952

## Distribution
- Michel Piccoli
- Éléonore Hirt
- Josée Doucet
- Ursula Kübler
- Pierre Brasseur
- Lise Delamare
- Marc Dolnitz
- Daniel Gélin : narrateur
- Juliette Gréco
- Odette Joyeux
- Madeleine Léon
- Raymond Rouleau
- Georges Wakhévitch

## Autour du film
- La participation de Boris Vian (qui a écrit le commentaire du film et qui apparaît à l'image) est évoquée dans le documentaire Le Cinéma de Boris Vian de Yacine Badday et Alexandre Hilaire.